# Округ Дибер
Дибер (алб. Qarku i Dibrës) један је од 12 округа Албаније. Налази се у Северној Албанији, а главни град округа је Пишкопеја.